# Grand Prix San Marino 1984
Grand Prix San Marino 1984 (oryg. Gran Premio di San Marino) – czwarta runda Mistrzostw Świata Formuły 1 w sezonie 1984, która odbyła się 6 maja 1984, po raz czwarty na torze Imola.
4. Grand Prix San Marino, czwarte zaliczane do Mistrzostw Świata Formuły 1.

## Klasyfikacja
| Legenda oznaczeń w tabelach wyników Wyświetl szablon na nowej stronie | Legenda oznaczeń w tabelach wyników Wyświetl szablon na nowej stronie                                                                     |
| Oznaczenie                                                            | Wyjaśnienie |
| --------------------------------------------------------------------- | --- |
| Złoty                                                                 | Zwycięzca lub mistrzostwo |
| Srebrny                                                               | 2. miejsce lub wicemistrzostwo |
| Brązowy                                                               | 3. miejsce lub II wicemistrzostwo |
| Zielony                                                               | Ukończył, punktował (w klasyfikacji generalnej, gdy zdobył co najmniej jeden punkt na przestrzeni sezonu, poza trzema powyższymi opcjami) |
| Niebieski                                                             | Ukończył, nie punktował (w klasyfikacji generalnej, gdy nie zdobył co najmniej jednego punktu na przestrzeni sezonu)                      |
| Czerwony                                                              | Nie zakwalifikował się (NZ) |
| Czerwony                                                              | Nie prekwalifikował się (NPK) |
| Różowy                                                                | Nie ukończył (NU) |
| Różowy                                                                | Niesklasyfikowany (NS) (w klasyfikacji generalnej, gdy nie został sklasyfikowany w żadnym wyścigu sezonu)                                 |
| Czarny                                                                | Zdyskwalifikowany (DK) |
| Czarny                                                                | Wykluczony (WYK/EX) |
| Biały                                                                 | Nie wystartował (NW) |
| Biały                                                                 | Kontuzjowany (K/INJ) |
| Biały                                                                 | Wyścig odwołany (OD/C) |
| Bez koloru                                                            | Został wycofany (WYC/WD) |
| Bez koloru                                                            | Nie przybył (NP/DNA) |
| Bez koloru                                                            | Nie brał udziału w treningach (NT/DNP) |
| Bez koloru                                                            | Nie został zgłoszony (–) |
| Pogrubienie                                                           | Start z pole position |
| Kursywa                                                               | Najszybsze okrążenie wyścigu |
| †                                                                     | Nie ukończył, ale jego rezultat został zaliczony ze względu na przejechanie więcej niż 90% dystansu wyścigu.                              |
| *                                                                     | Sezon w trakcie |
| 1/2/3                                                                 | Punktowana pozycja w sprincie kwalifikacyjnym                                                                                             |
| Lista systemów punktacji Formuły 1                                    | |

| Poz    | Nr | Kierowca           | Konstruktor       | Okrążenia | Czas/Powód NU     | Poz. startowa | Punkty |
| ------ | -- | ------------------ | ----------------- | --------- | ----------------- | ------------- | ------ |
| 1      | 7  | Alain Prost        | McLaren-TAG       | 60        | 1:36:53.679       | 2             | 9      |
| 2      | 28 | René Arnoux        | Ferrari           | 60        | + 13.416          | 6             | 6      |
| 3      | 11 | Elio de Angelis    | Lotus-Renault     | 59        | Brak paliwa       | 11            | 4      |
| 4      | 16 | Derek Warwick      | Renault           | 59        | + 1 okrążenie     | 4             | 3      |
| 5      | 18 | Thierry Boutsen    | Arrows-Ford       | 59        | + 1 okrążenie     | 20            | 2      |
| 6      | 26 | Andrea de Cesaris  | Ligier-Renault    | 58        | Brak paliwa       | 12            | 1      |
| 7      | 23 | Eddie Cheever      | Alfa Romeo        | 58        | Brak paliwa       | 8             |        |
| 8      | 21 | Mauro Baldi        | Spirit-Hart       | 58        | + 2 okrążenia     | 24            |        |
| 9      | 10 | Jonathan Palmer    | RAM-Hart          | 57        | + 3 okrążenia     | 25            |        |
| dyskf. | 4  | Stefan Bellof      | Tyrrell-Ford      | 59        | Zdyskwalifikowany | 21            |        |
| dyskf. | 3  | Martin Brundle     | Tyrrell-Ford      | 55        | Zdyskwalifikowany | 22            |        |
| NU     | 9  | Philippe Alliot    | RAM-Hart          | 53        | Turbosprążarka    | 23            |        |
| NS     | 20 | Johnny Cecotto     | Toleman-Hart      | 52        | Nie klasyfikowany | 19            |        |
| NU     | 1  | Nelson Piquet      | Brabham-BMW       | 48        | Turbosprążarka    | 1             |        |
| NU     | 2  | Teo Fabi           | Brabham-BMW       | 48        | Turbosprążarka    | 9             |        |
| NU     | 30 | Jo Gartner         | Osella-Alfa Romeo | 46        | Silnik            | 26            |        |
| NU     | 17 | Marc Surer         | Arrows-BMW        | 40        | Turbosprążarka    | 16            |        |
| NU     | 14 | Manfred Winkelhock | ATS-BMW           | 31        | Turbosprężarka    | 7             |        |
| NU     | 27 | Michele Alboreto   | Ferrari           | 23        | Ukł. wydechowy    | 13            |        |
| NU     | 8  | Niki Lauda         | McLaren-TAG       | 15        | Silnik            | 5             |        |
| NU     | 5  | Jacques Laffite    | Williams-Honda    | 11        | Silnik            | 15            |        |
| NU     | 22 | Riccardo Patrese   | Alfa Romeo        | 6         | Elektronika       | 10            |        |
| NU     | 12 | Nigel Mansell      | Lotus-Renault     | 2         | Wypadł z toru     | 18            |        |
| NU     | 6  | Keke Rosberg       | Williams-Honda    | 2         | Elektronika       | 3             |        |
| NU     | 15 | Patrick Tambay     | Renault           | 0         | Kolizja           | 14            |        |
| NU     | 25 | François Hesnault  | Ligier-Renault    | 0         | Kolizja           | 17            |        |
| NZ     | 24 | Piercarlo Ghinzani | Osella-Alfa Romeo |           |                   |               |        |
| NZ     | 19 | Ayrton Senna       | Toleman-Hart      |           |                   |               |        |